# CANT Z.506
El CANT Z.506 Airone (‘garza’ en italiano) fue un hidroavión monoplano, trimotor, de reconocimiento, bombardeo y salvamento con 5 tripulantes diseñado por Filippo Zappata y producido por la Officine Aeronautiche de los Cantieri Riuniti dell'Adriatico - CRDA. Prestó servicio con la Regia Aeronautica y la Regia Marina italianas durante la Guerra Civil Española y la Segunda Guerra Mundial. 

## Diseño y desarrollo

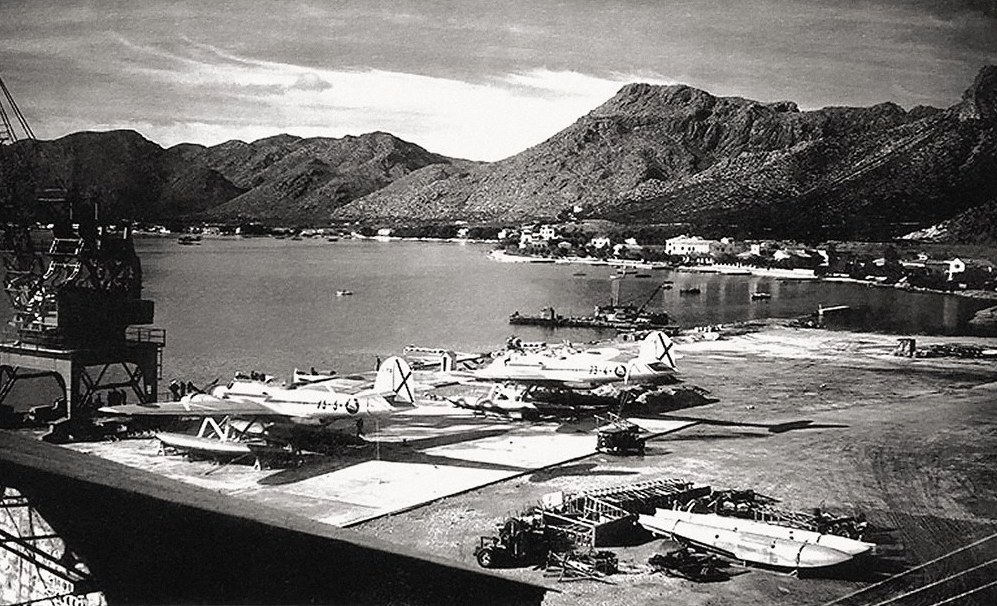
Dos CANT Z.506 en la Base de hidroaviones de Pollensa (1939).

En julio de 1935 realizó el vuelo inaugural un prototipo de hidroavión de dos flotadores de madera de gran tamaño y propulsado por tres motores Isotta-Fraschini Asso XI de 860 hp. Se trataba del CANT Z.505, fabricado por Cantieri Riuniti Dell'Adriatico (CRDA), diseñado como avión postal. El 19 de agosto del mismo año, Mario Stoppani pilotó en su primer vuelo al Z.506, más pequeño y ligero que el anterior y previsto para el transporte de 12/14 pasajeros, con tres motores radiales Piaggio Stella IX de 610 hp. El modelo entró en producción en 1936, bajo la designación Z.506A, y el mismo año entró en servicio con la compañía Ala Littoria en las rutas mediterráneas.
Propulsado por tres motores radiales Alfa Romeo 126 RC 34 de 507–582 kW (680–780 hp), el Z.506A, habitualmente con M. Stoppani a los mandos, estableció varios récords de altura, distancia y velocidad en los años 1936-38; entre ellos figuraron las velocidades de 308,25 km/h, 319,78 km/h y 322,06 km/h sobre distancias de 5000, 2000 y 1000 km, respectivamente. En cuanto a los récords de altura, elevó una carga útil de 2000 kg a 7810 m, y 5000 kg a 6197 m; posteriormente realizó un vuelo sin escalas de 5383,6 km en circuito cerrado. 
Una versión militar, designada Z.506B Airone (Garza), fue presentada en la Exhibición Aeronáutica de Milán en octubre de 1937, y en el curso del mes siguiente estableció un nuevo récord al elevar una carga útil de 1000 kg a 10155 m de altura; a continuación voló 7020 km sin escalas, entre Cádiz y Caravelas (Brasil). Este avión estaba propulsado por motores Alfa Romeo 127 RC.55 de 560 kW (750 hp) . 
En total se fabricaron 324 ejemplares, incluidos dos prototipos. Sus destinatarios fueron la Regia Aeronautica y la Regia Marina; esta última recibió 29 aviones construidos bajo pedido para Polonia, que no se entregaron al producirse la invasión de dicho país por Alemania. Cuatro ejemplares del modelo Z.506B, llegados en otoño de 1938, fueron utilizados por la Aviación Nacional durante y después de la guerra civil española desde la Base de hidroaviones de Pollensa, Mallorca. El teniente coronel Ramón Franco, piloto del célebre raid del Plus Ultra, sufrió el accidente que le costó la vida en uno de estos aviones.
Después de la rendición italiana, 23 aviones Z.506B y cinco Z.506S fueron llevados a puertos aliados y, posteriormente, volaron con la Fuerza Aérea Co-Beligerante en el Raggruppamento Idro, realizando transportes y otras tareas de segunda línea; más tarde los aviones restantes fueron puestos al nivel de Z.506S y permanecieron en servicio hasta 1959. Uno de estos aviones CANT Z.506S se conserva en el Museo Storico dell'Aeronautica Militare di Vigna di Valle, cerca del Lago de Bracciano.

## Historia operacional
El Z.506B se usó originalmente como hidroavión de reconocimiento, bombardeo y salvamento, pero pasó a otras actividades debido a su vulnerabilidad contra el fuego antiaéreo. A finales de la guerra, realizó tareas de patrulla marítima y misiones aire-mar de rescate. El modelo especial de la versión de salvamento marítimo fue el Z.506S Soccorso, producido a pequeña escala.

## Variantes

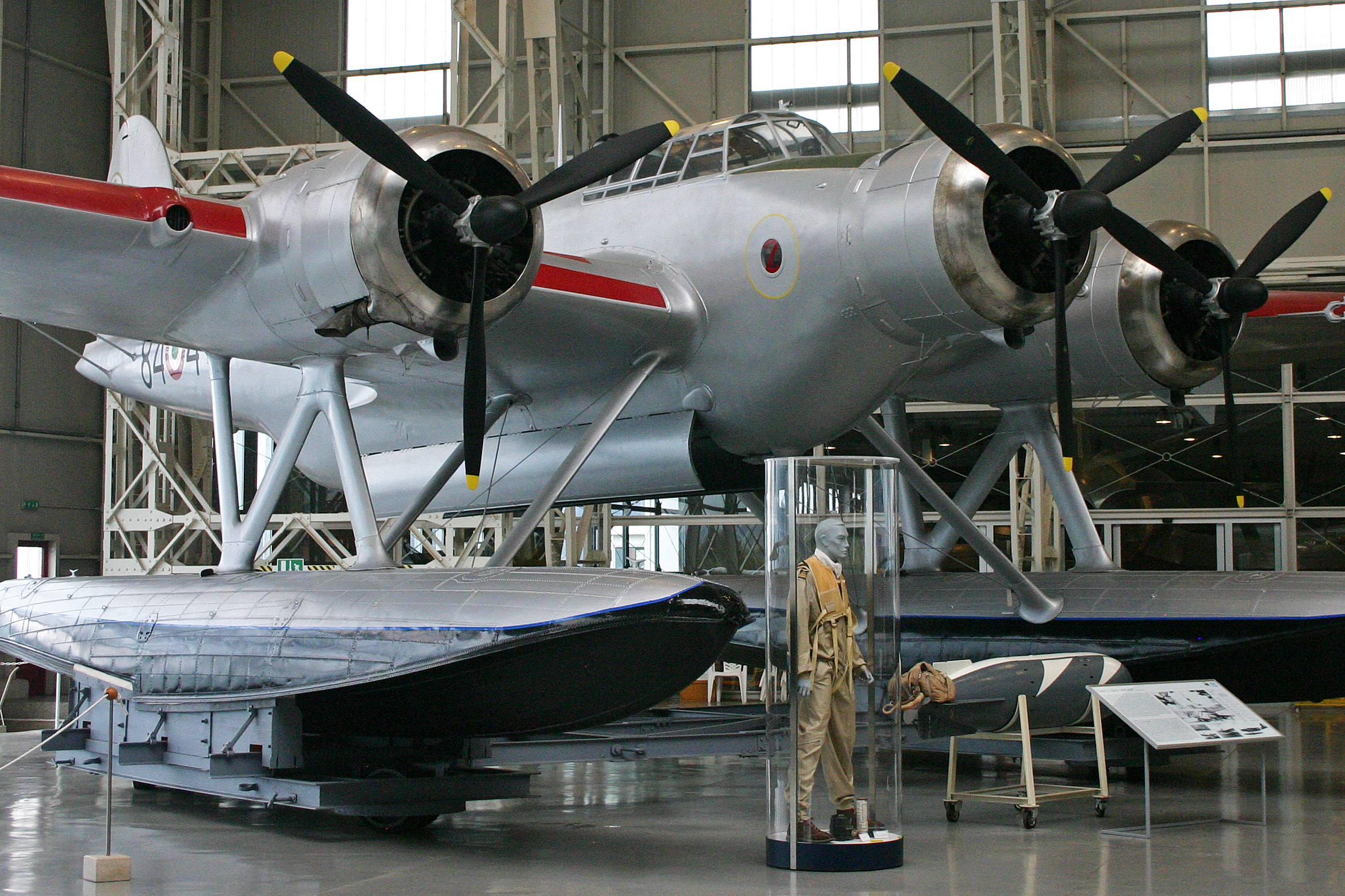
Un Cant Z.506S.

Z.506
Prototipo, uno construido.
Z.506A
Versión civil.
Z.506B
Versión militarizada con cabina biplaza ampliamente acristalada, asientos dispuestos en tándem y una góndola ventral en la que se situaban el puesto del bombardero, la bodega de bombas y detrás de esta, un puesto de ametrallador provisto de una ametralladora Breda-SAFAT de 7,70 mm; otra ametralladora de 12,7 mm estaba colocada en la torreta superior Breda M.1; la bodega de bombas podía alojar un torpedo de 800 kg o una combinación de armas menores que sumase el mismo peso. Versiones posteriores elevaron la capacidad de carga hasta 1200 kg de bombas y fueron equipadas con dos ametralladoras Breda-SAFAT de 7,70 mm en la posición inferior y una torreta Caproni Lanciani Delta E con una ametralladora Scotti de 12,7 mm en sustitución de la torreta Breda. El Z.506B se construyó en las factorías CANT de Monfalcone y Finale Ligure, mientras que Piaggio fabricó algunos ejemplares bajo licencia.
Z.506C
Versión civil, 38 construidos.
Z.506S
Versión de salvamento marítimo; incluye 20 Z.506B convertidos por Savoia-Marchetti en 1958.
Z.506 terrestre
Un Z.506 preparado por Mario Stoppani para intentar un récord de autonomía fue convertido a configuración terrestre, añadiéndole un tren de aterrizaje fijo con puntales carenados. Las malas condiciones meteorológicas obligaron a aplazar el vuelo y luego a cancelarlo.
Z.508
Prototipo de bombardero pesado de 1936, consistente en esencia en una versión agrandada del CANT Z.501. Entre sus especificaciones, cabe citar sus tres motores Isotta-Fraschini Asso XI RC 40 de 840 hp, una velocidad máxima de 315 km/h, una envergadura de 30 m y una longitud de 21,45 m. El único ejemplar construido obtuvo varios récords, entre ellos el transporte de una carga de 10 000 kg a una altitud de 2000 m y una velocidad de 248,25 km/h, en un vuelo de 2000 km.
Z.509
En 1937 se construyeron tres ejemplares de esta versión más grande y pesada del Z.506A para el servicio postal transatlántico del Ala Littoria hacia Sudamérica. Era propulsado por tres motores radiales Fiat A.80 RC 41. Se incorporó una nueva ala que medía 28,32 m de envergadura y de 100 m² de superficie, al objeto de compensar el incremento de los pesos en vacío y al despegue, que con los nuevos motores se elevaron a 9980 y 15 965 kg, respectivamente.

## Operadores
III Reich
- Luftwaffe

 España
- Ejército del Aire de España

 Italia
- Ala Littoria
- Regia Aeronautica
- Regia Marina
- Aviación Cobeligerante Italiana

 Italia
Aeronautica Militare (posguerra)
 Polonia
- La Fuerza Aérea Polaca recibió 1 avión de 6 pedidos. Este fue destruido durante la Invasión alemana de Polonia de 1939.[3]

## Especificaciones (Z.506B Serie XII)
Referencia datos: The Encyclopedia of Weapons of World War II

### Características generales
- Tripulación: Cinco
- Longitud: 19,2 m (63,1 ft)
- Envergadura: 26,5 m (86,9 ft)
- Altura: 7,5 m (24,4 ft)
- Superficie alar: 86,3 m² (928,5 ft²)
- Peso vacío: 8750 kg (19 285 lb)
- Peso máximo al despegue: 12 705 kg (28 001,8 lb)
- Planta motriz: 3× motor radial de 9 cilindros refrigerado por aire Alfa Romeo 126 R.C.34.
  - Potencia: 582 kW (802 HP; 791 CV) cada uno.

### Rendimiento
- Velocidad máxima operativa (Vno): 350 km/h (217 MPH; 189 kt)
- Alcance: 2000 m (6562 ft)
- Techo de vuelo: 7000 m (22 966 ft)

### Armamento
- Ametralladoras: 

  - 1× Breda-SAFAT de 12,7 mm
  - 3× Breda-SAFAT de 7,70 mm
- Bombas: 

  - 1200 kg de bombas o
  - 1× torpedo de 800 kg

## Aeronaves relacionadas

### Desarrollos relacionados
- CANT Z.509

### Aeronaves similares
- Heinkel He 115
- Consolidated PBY Catalina
- Fiat RS.14

### Secuencias de designación
- Secuencia Z._ (interna de CRDA CANT): Z.501 - Z.504 - Z.505 - Z.506 - Z.508 - Z.509 - Z.511 →
- Secuencia Numérica (Aeronaves del Ejército del Aire español, 1939-1945): ← 66 - 70 - 71 - 73